# Ferruccio Scattola
Ferruccio Scattola (Venezia, 15 settembre 1873 – Roma, 7 luglio 1950) è stato un pittore italiano.